# Kanal Wessem–Niederweert

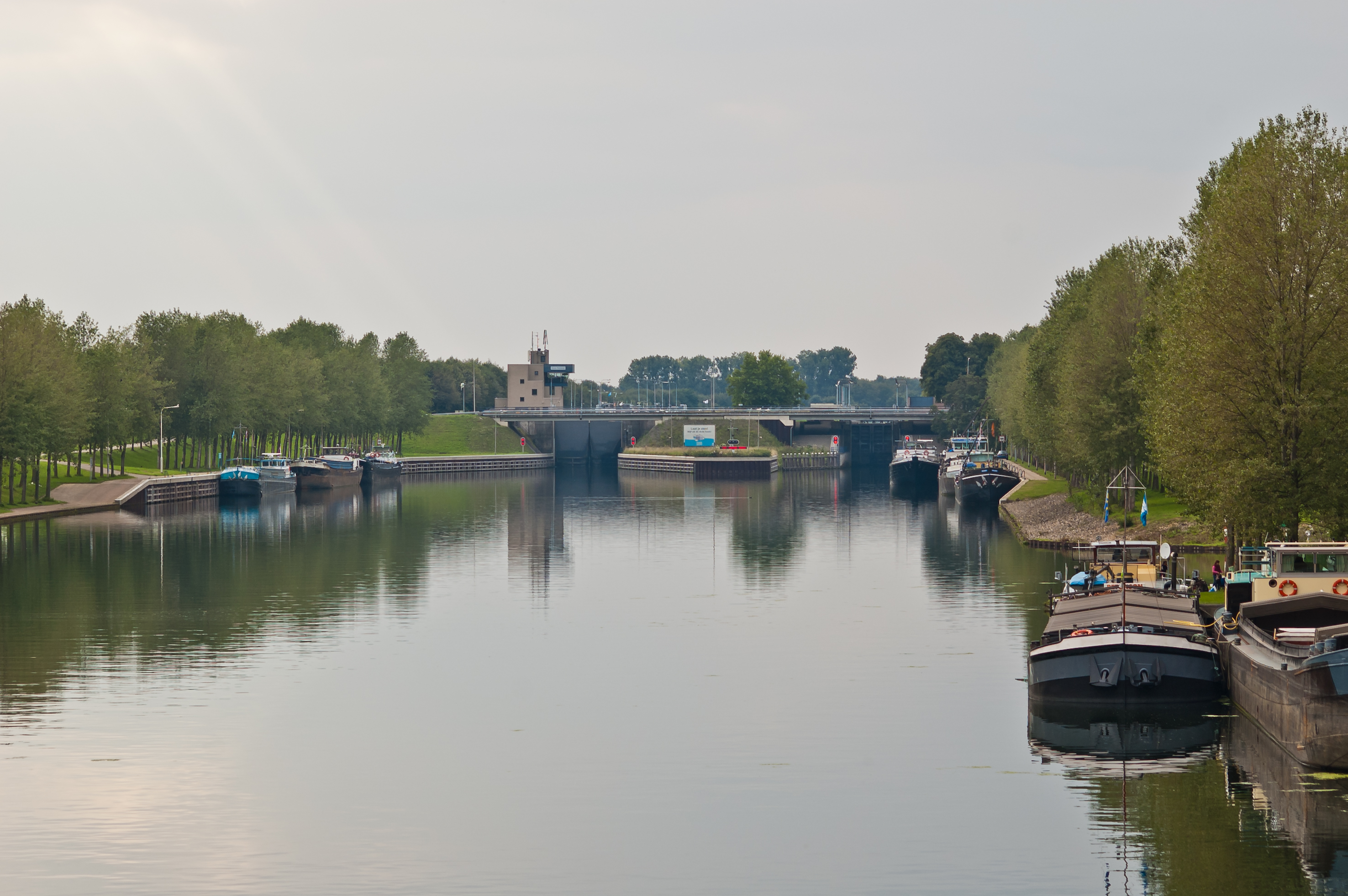
Schleuse Panheel und ihr östlicher, maaswärts gelegener Vorhafen

Der Kanal Wessem–Niederweert (niederländische Schreibweise: Kanaal Wessem–Nederweert) ist eine künstlich angelegte Wasserstraße zwischen Nederweert und Wessem in der niederländischen Provinz Limburg. Die Wasserstraße verbindet die nördlich gelegenen Kanäle Zuid-Willemsvaart und Noordervaart mit der südlicher gelegenen Maas. Sie ist 17 km lang, 30 m breit und kann von Schiffen der Binnenschiffsklasse Va mit maximalen Abmessungen von 137,5 × 15,5 × 3,2 Metern befahren werden. Der am 22. Oktober 1929 eröffnete Kanal hat eine Tiefe von 2,5 bis 2,65 Meter und ein Stauziel von 28,65 Metern über NAP. Der einzige Schleusenkomplex des Kanals befindet sich bei Panheel.